# Rotor (electrotehnică)

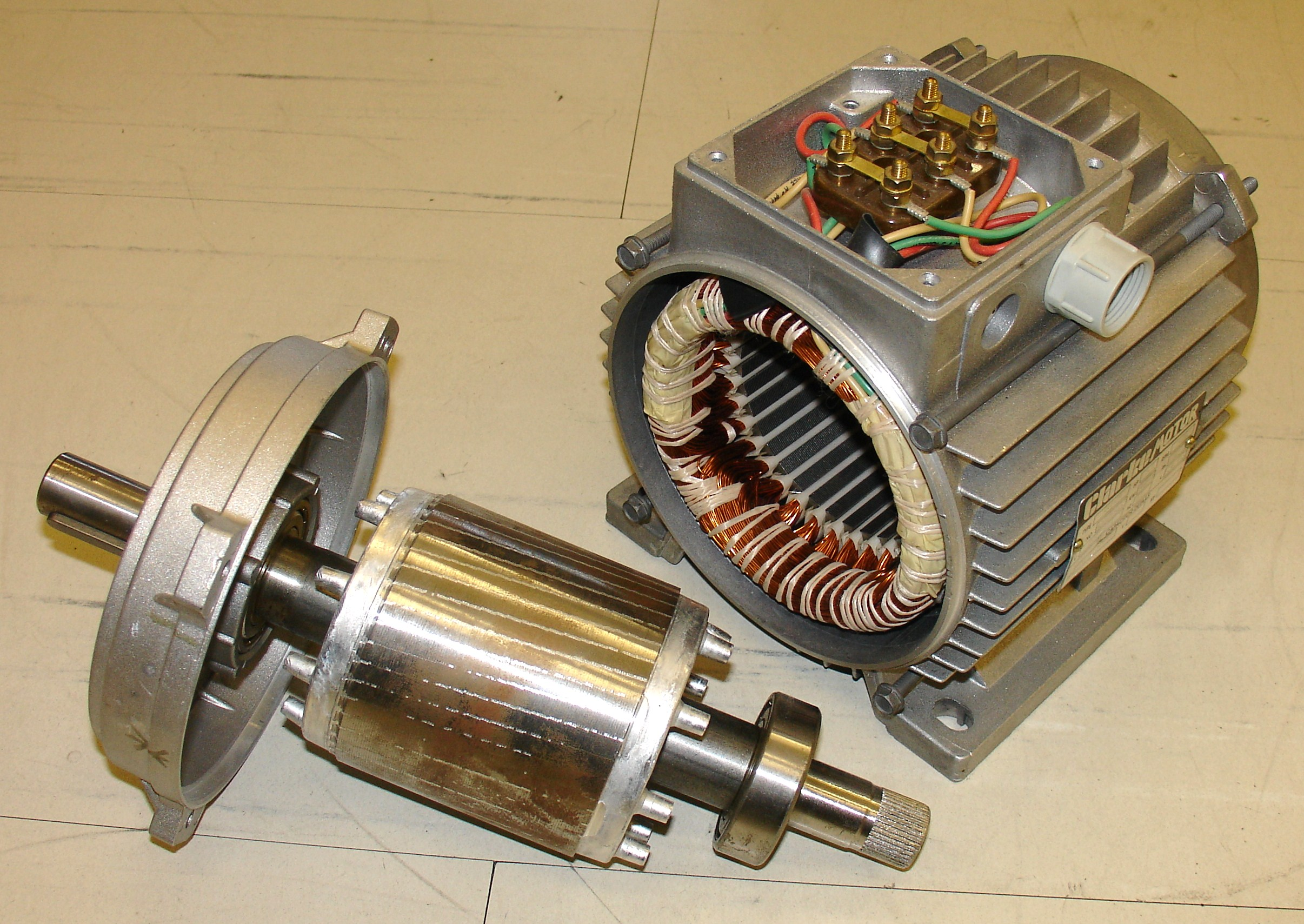
Rotor (stânga) și stator (dreapta)

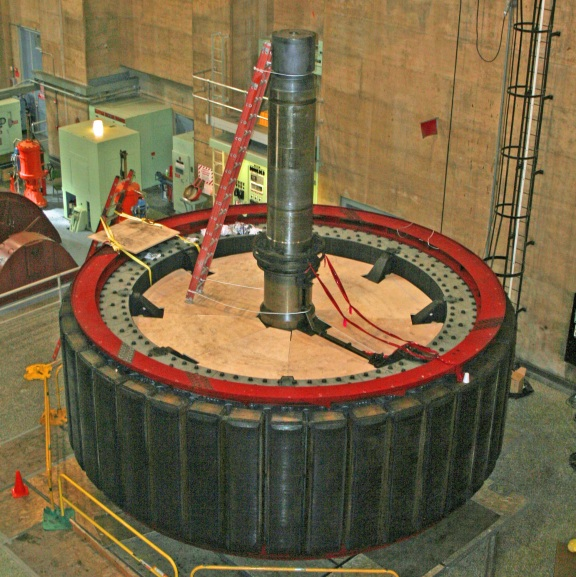
Rotorul unui generator de la Barajul Hoover

Rotorul este partea mobilă a unui motor electric, generator electric sau alternator. 

Partea staționară a motoarelor electrice este statorul.

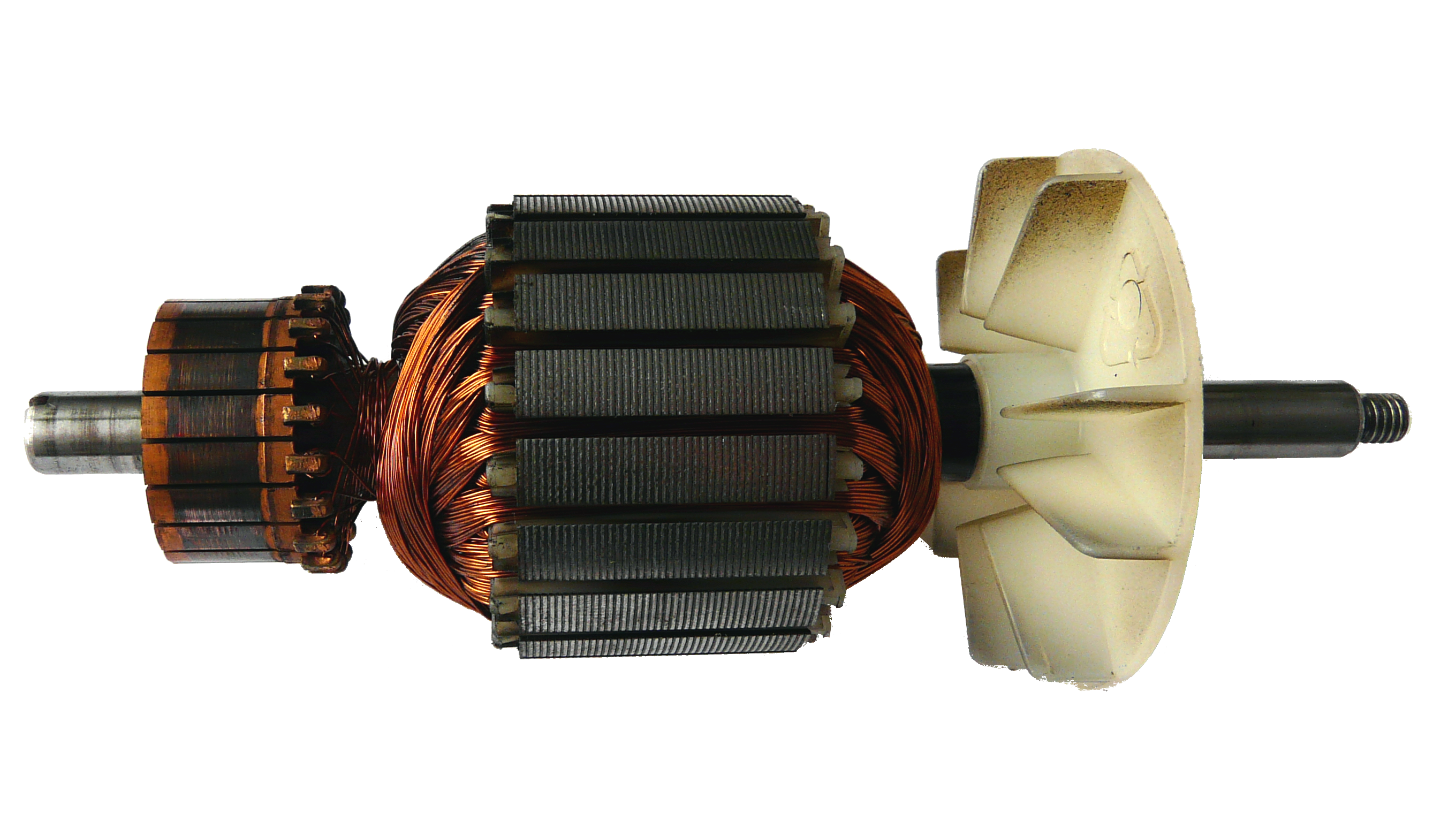
Rotorul unui motor electric